# Зоран Симович
Зоран Сімович (сербохорв. Зоран Симовић / Zoran Simović; нар. 2 листопада 1954, Мойковац, ФНРЮ) — югославський футболіст, воротар.

## Ранні роки
Зоран Сімович народився 2 листопада 1954 року в містечку Мойковац на півночі Чорногорії. Його батьки, Вакула і Мілка Сімович, — етнічні серби. У Зорана було три брати: Нікола, Борк і Веселин. Футболом Зоран захопився в дитинстві, коли тітка Рада подарувала племінникам три футбольні м'ячі. 1965 року родина переїхала до сербського міста Крушеваць, жила небагато, винаймали житло. Зоран незабаром почав грати в дитячій команді місцевого футбольного клубу «Траян», а в 1969 році перейшов у інший місцевий клуб, «Напредак» .

## Клубна кар'єра
У 1975 році Сімович потрапив до основного складу «Напредак», що виступав у той час у другому дивізіоні чемпіонату Югославії. Двічі при ньому клуб вигравав Другу лігу Югославії і виходив в першу, де Сімович був основним воротарем.
Добре проявивши себе в іграх за «Напредак», Зоран в 1980 році перейшов в хорватський клуб " Хайдук " з міста Спліт. Сімович прийшов в команду як основний воротар, але після першого сезону програв конкуренцію молодому вихованцю клубу Івану Пудар. Лише в 1983 році Сімович закріпився в основному складі і провів найкращий сезон югославського етапу своєї кар'єри. Разом з «Хайдуком» він в сезоні 1983/84 виграв Кубок Югославії, а в Кубку УЄФА його клуб дійшов до півфіналу, де у впертій боротьбі поступився англійському " Тоттенхем Хотспур ". За підсумками голосування, проведеного газетою «Вечірні новини», Сімович був визнаний кращим футболістом 1983 року в Югославії.
Влітку 1984 року Сімовича намагалися придбати англійські клуби «Тоттенгем Готспур» і «Ноттінгем Форест». З одним із них він навіть уклав контракт, але переїзд до Англії не відбувся через складнощі з отриманням дозволу на роботу. Тоді Зоран перейшов в турецький «Галатасарай». Там він працював шість років, двічі вигравши національний чемпіонат, один раз Кубок Туреччини і двічі Кубок президента. Три роки поспіль Сімовича визнавали найкращим гравцем чемпіонату Туреччини. 1990 року 36-річний воротар вирішив завершити ігрову кар'єру.
Пізніше йому запропонували посаду в тренерському штабі Карла-Гайнца Фельдкампа, від якої Сімович відмовився.

## Виступи за збірну
Восени 1983 року тренер національної збірної Югославії Тодор Веселіновіч викликав Сімовича в команду напередодні вирішальних матчів відбіркового турніру до чемпіонату Європи.
Дебют Зорана відбувся 12 жовтня 1983 року в матчі з норвежцями, яких югослави обіграли з рахунком 2: 1. Сімович захищав ворота збірної і у вирішальному матчі з Болгарією, перемога над якою з рахунком 3: 2 дозволила югославській збірній кваліфікуватися на чемпіонат Європи. Фінальний турнір Сімович розпочав у якості основного воротаря, але в першому матчі з Бельгією пропустив два голи, при цьому забити югослави не змогли. На наступний матч з командою Данії місце в воротах збірної зайняв Томіслав Івкович, який пропустив у підсумку п'ять голів у свої ворота. В останньому матчі групового етапу зі збірною Франції ще раз грав Сімович. Югослави цю гру програли і вибули з турніру.
Після виступів на провальному чемпіонаті Європи Сімович за збірну Югославії більше не грав.

## Статистика

### Клубна статистика
| Виступи           | Виступи           | Виступи           | Ліга | Ліга | Єврокубки | Єврокубки | Всього | Всього |
| Клуб              | Ліга              | Сезон             | Ігри | Голи | Ігри      | Голи      | Ігри   | Голи   |
| ----------------- | ----------------- | ----------------- | ---- | ---- | --------- | --------- | ------ | ------ |
| Напредак          | II                | 1975/76           | 8    | 0    | —         | —         | 8      | 0      |
| I                 | 1976/77           | 18                | 0    | —    | —         | 18        | 0      |        |
| II                | 1977/78           | 16                | 1    | —    | —         | 16        | 1      |        |
| I                 | 1978/79           | 33                | 0    | —    | —         | 33        | 0      |        |
| 1979/80           | 33                | 0                 | —    | —    | 33        | 0         |        |        |
| Всього            | Всього            | 108               | 1    | 0    | 0         | 108       | 1      |        |
| Хайдук (Спліт)    | I                 | 1980/81           | 27   | 0    | —         | —         | 27     | 0      |
| 1981/82           | 6                 | 0                 | 0    | 0    | 6         | 0         |        |        |
| 1982/83           | 19                | 0                 | 2    | 0    | 21        | 0         |        |        |
| 1983/84           | 32                | 0                 | 10   | 0    | 42        | 0         |        |        |
| Всього            | Всього            | 83                | 0    | 12   | 0         | 95        | 0      |        |
| Галатасарай       | I                 | 1984/85           | 28   | 0    | 0         | 0         | 28     | 0      |
| 1985/86           | 36                | 0                 | 4    | 0    | 40        | 0         |        |        |
| 1986/87           | 33                | 0                 | 2    | 0    | 35        | 0         |        |        |
| 1987/88           | 33                | 0                 | 2    | 0    | 35        | 0         |        |        |
| 1988/89           | 31                | 0                 | 8    | 0    | 39        | 0         |        |        |
| 1989/90           | 31                | 0                 | 2    | 0    | 33        | 0         |        |        |
| Всього            | Всього            | 192               | 0    | 18   | 0         | 210       | 0      |        |
| Всього за кар'єру | Всього за кар'єру | Всього за кар'єру | 383  | 1    | 30        | 0         | 413    | 1      |

1. ↑  Ліга чемпіонів УЄФА, Кубок УЄФА, Кубок обладателей кубков УЕФА.

### Матчі за збірну
- Разом: зіграно матчів: 10
- пропущено голів: 13;
- «сухі» матчі: 3;
- перемоги: 5,
- нічиї: 2,
- поразки: 3.

## Досягнення
- Чемпіон Туреччини (2): 1986/87, 1987/88
- Володар Кубка Туреччини : 1984/85
- Володар Кубка Югославії : 1983/84
- Володар Кубка президента Туреччини (2): 1987, 1988
- Переможець Другої ліги Югославії (2): 1975/76, 1977/78

- Футболіст року в Югославії : 1 983
- Футболіст року в Туреччині (3): 1985, 1986, 1987